# أندريا بينيتي
أندريا بينيتي رسام إيطالي، ومؤلف بيان الفن الكهفي الجديد، الذي عُرض في المعرض الثقافي الدولي بينالي البندقية الثالث والخمسين عام 2009، في جامعة كا فوسكاري.

## سيرة شخصية
أندريا بينيتي رسام، ومصور، ومصمم إيطالي، وُلِد في بولونيا عام 1964. في عام 2006، أنشأ بيان الفن الكهفي الجديد (Manifesto of Neo-Cave Art)، الذي عرضه في بينالي البندقية الثالث والخمسين عام 2009.
فنه مستوحى بشكل مباشر وغير مباشر من الأشكال الأولى للفن التي ابتكرها الإنسان في عصور ما قبل التاريخ. استعار بينيتي الخصائص الأسلوبية لفنون الكهوف من منظور إبداعي، مبتكرًا أعمالًا مفعمة بالزخارف الحيوانية المجسمة، والأشكال الهندسية، والتكوينات التجريدية، إلى جانب مساحات لونية واسعة، كما لو أنه يسعى لإنشاء جسر أخلاقي وفلسفي بين الماضي السحيق والعصر الحديث. وقد أكّد هذا التوجه من خلال استخدامه للأصباغ النباتية والتقنيات القديمة مثل النقش الغائر والرسم الجداري. أعماله حاضرة في المجموعات الفنية الوطنية والدولية (مثل مجموعات الأمم المتحدة والفاتيكان والكويرينالي). ومن أحدث معارضه: "ألوان وأصوات الأصول" (بولونيا، قصر D'Accursio، 2013)، و"VR60768 شخصية مجسمة" (روما، مجلس النواب، 2015)، و"باتر لومنيوم" (غالّيبولي، المتحف المدني، 2017)، و"وجوه ضد العنف" (بولونيا، قصر D'Accursio، 2017). في عام 2020، حصل الفنان على "جائزة نيتونو" من مدينة بولونيا.

## المتاحف والمجموعات
المتاحف الخاصة والمؤسسية والمجموعات الفنية التي حصلت على أعمال أندريا بينيتي:
- مجموعة فنون الأمم المتحدة (نيويورك، الولايات المتحدة)[10]
 العمل: «ضد العنف»، 2007، 14 × 19 سم، زيت وأكريليك على قماش.
- مجموعة فن الفاتيكان (Città del Vaticano)[10]
 العمل: "Omaggio a Karol Wojtyla"، 2009، 70 × 50 سم، زيت، كاكاو وأكريليك على قماش.
- MACIA - متحف الفن الإيطالي المعاصر في أمريكا (سان خوسيه - كوستاريكا) [17]
 العمل: "Giochi d'infanzia"، 2008، 60 × 40 سم، زيت وكركديه على قماش.
- مجموعة الفن الكويرينالي ∙ الرئاسة الإيطالية للجمهورية (روما - إيطاليا) [10]
 العمل: «كاتشيا السابع»، 2010، 50 × 100 سم، زيت، حناء وأكريليك على قماش.
- Palazzo Montecitorio ∙ البرلمان الإيطالي ∙ مجلس النواب (روما - إيطاليا) [18]
 العمل: «9 نوفمبر 1989»، 2009، 60 × 80 سم، زيت وكركديه على قماش.
- مجموعة جامعة فيرارا الفنية (فيرارا - إيطاليا) [19]
 العمل: "Ominide di Porto Badisco I"، 2016، 50 × 50 سم، رواسب من العصر الحجري وأكاسيد على قماش.
- مجموعة جامعة باري الفنية (باري - إيطاليا) [20]
 العمل: "Imbarcazione con alberi"، 2012، 50 × 60 سم، زيت، كاكاو وأصباغ على قماش.
- مامبو ∙ متحف الفن الحديث في بولونيا (بولونيا - إيطاليا) [21]
 العمل: "Fior di Loto"، 2008، 60 × 60 سم، زيت وكركديه على قماش.
- متحف الفن الحديث والمعاصر بولزانو (بولزانو - إيطاليا) [22]
 العمل: "Istinto primitivo II"، 2009، 40 × 30 سم، زيت، حناء، كاكاو وأكريليك على قماش.
- CAMeC ∙ مركز الفن الحديث والمعاصر - (لا سبيتسيا - إيطاليا) [23]
 العمل: "Grotta dei Cervi"، 2015، 50 × 50 سم، رواسب من العصر الحجري وأكاسيد على قماش.
- متحف FP Michetti (فرانكافيلا الماري - إيطاليا) [24]
 العمل: "Le 3 tesi"، 2009، 50 × 60 سم، زيت، حناء وأكريليك على قماش.
- متحف أوسفالدو ليسيني للفن المعاصر (أسكولي بيتشينو - إيطاليا) [25]
 العمل: "Ominidi e animali I"، 2013، 80 × 60 سم، ترافرتين، أكريليك وجص على قماش.
- مجموعة بلدية ليتشي الفنية (ليتشي - إيطاليا) [26]
 العمل: «لا كورنزا»، 2009، 50 × 70 سم، زيت، حناء وأكريليك على قماش.

## روابط خارجية
- Andrea Benetti - Sito ufficiale - ITA
- أندريا بينيتي - الموقع الرسمي - م
- أندريا بينيتي في موسوعة تريكاني
- أندريا بينيتي - عرض الفيديو